# Pałac w Lubaszu
Pałac w Lubaszu – zabytkowy pałac w Lubaszu, w powiecie czarnkowsko-trzcianeckim, w województwie wielkopolskim.
Pierwotnie zamek obronny wzniesiony przez Gorayskich w 1546. Klasycystyczny pałac powstał w 1756 dla rodziny Wojciecha Miaskowskiego (1710-1802) herbu Bończa, wojewody kaliskiego. Zbudowany został w kształcie litery L na terenie dawnego drewnianego dworu z XVI w.  Pod podcieniem, wspartym na dziesięciu kolumnach, widnieje płycina z datami budowy dworu (1546), pałacu (1756) oraz jego ostatniej przebudowy (1911) przez Mieczysława Szułdrzyńskiego (1875-1960) herbu Zadora, żonatego z Janiną Szembek (1885-1965), herbu własnego. Przy pałacu znajduje się park, a w nim klasycystyczna oficyna z pierwszej połowy XIX w.
Obecnie w rękach prywatnych.
Nad wejściem, we wnęce, płycina z herbami Szembek (L) Janiny Szembek i Zadora (P) Mieczysława Szułdrzyńskiego oraz napisem:

Herb Szembek Janiny Szembek
Herb Zadora M. Szułdrzyńskiego

Mieczysław Szułdrzyński z czwartej generacji Szułdrzyńskich Lubasz zamieszkujących w wolnej Polsce pierwszy starosta czarnkowski i wieleński, komisarz generalny do odbioru urzędów radca Województwa Poznańskiego wiceprezes Poznańskiego Ziemstwa Kredytowego i żona jego Janina z hr. Szembeków dwór lubaski przez Gorayskich w 1546 jako zamek obronny wybudowany przez wojewodę kaliskiego Miaskowskiego w 1756 przebudowany w 1911 odnowili dla potomności, przyjaciół i siebie.